# Црква Светог пророка Илије у Симићеву
Црква Светог пророка Илије у Симићеву (општина Жабари) подигнута је 1901. године према пројекту Министарства грађевина. Црква припада Епархији браничевској Српске православне цркве и представља непокретно културно добро као споменик културе.

## Архитектура цркве
Црква у Симићеву је саграђена у духу обнове српске средњовековне и византијске архитектуре. У основи је једнокуполна триконхална грађевина сажетог типа, са звоником на западу. Просторно је подељена на наос, на који се са источне стране надовезује олтарски простор, са северне и јужне стране певнички простори у виду конхи и на западу припрата са галеријом и звоником. Богату декорацију фасада чине архитектонски елементи у виду профилисаних подеоних венаца, кровног венца, фризова слепих аркадица, пиластера и прозори у виду монофора, бифора и розета. Посебно је наглашена западна фасада са улазним портиком у виду балдахина и великом бифором изнад које је у медаљону у малтеру изведена 1901. година као година градње.

## Иконостас
По завршетку изградње храма постављена је висока олтарска преграда изведена у класицистичком духу уз примену барокно-рокајних дуборезних елемената. Занимиљиво је да се овом приликом као извођач који је поставио иконостас помиње вршачки сликар Жива Радак, док су иконе рад чешког мајстора. Сликарство овог иконостаса је на веома високом нивоу захваљујући мајсторском умећу његовог аутора. Иконе су распоређене у три зоне. У првој зони су престоне, у другој су иконе са представама из циклуса Великих празника, док је у завршници икона Свете Тројице и шест медаљона са светитељима.
Зидно сликарство је сведено на осликавање површина имитирањем мермера и извођење декоративне геометријско-флоралне орнаментике у наглашавању архитектонских елемента.
Црква поседује и вредне покретне иконе, богослужбене књиге и сасуде из XIX века и комаде црквеног мобилијара.